# Matti Peltola
Matti Peltola (Espoo, 3 de julio de 2002) es un futbolista finlandés que juega en la demarcación de centrocampista para el D. C. United de la Major League Soccer.

## Selección nacional
Tras jugar en varias categorías inferiores de la selección, finalmente hizo su debut con la selección de fútbol de Finlandia en un partido amistoso contra Estonia que finalizó con un resultado de 0-1 a favor del combinado estonio tras el gol de Martin Miller.

## Clubes
| Club         | País           | Año       | Partidos | Goles |
| ------------ | -------------- | --------- | -------- | ----- |
| Klubi-04     | Finlandia      | 2018-2022 | 31       | 2     |
| HJK Helsinki | Finlandia      | 2019-2023 | 96       | 3     |
| D. C. United | Estados Unidos | 2024-     | 48       | 0     |

## Palmarés

### Títulos nacionales
| Título                       | Club         | País      | Año  |
| ---------------------------- | ------------ | --------- | ---- |
| Veikkausliiga                | HJK Helsinki | Finlandia | 2021 |
| Veikkausliiga                | HJK Helsinki | Finlandia | 2022 |
| Copa de la Liga de Finlandia | HJK Helsinki | Finlandia | 2023 |
| Veikkausliiga                | HJK Helsinki | Finlandia | 2023 |